# Ansaru

Bandera de Ansaru

Vanguardia para la protección de musulmanes en las tierras negras (en árabe: جماعة أنصار المسلمين في بلاد السودان Mermeladaāʿatu Unṣāril musulmánīna fī Bilādis Sūdān), conocida como Ansaru, es una organización militar islamista yihadista establecida en el noreste de Nigeria. Se trata de un grupo disidente del Boko Haram, fundado en enero del 2012, y se dice que tiene más enfoque internacional que este último.
En la primera declaración del grupo, lanzado en Internet en enero del 2012, su líder, Abu Usmatul al-Ansari (a veces escrito como 'Abu Ussamata al-Ansary'), describió las acciones del Boko Haram como "inhumanas ante los musulmanes de la Umma". También alabó el Califato de Sokoto y a su fundador, Usman dan Fodio. En otro vídeo de Internet lanzado por el grupo en junio del 2012, al-Ansari afirmó que no asesinarían a civiles no musulmanes u oficiales de seguridad, excepto en "defensa propia" y que el grupo defendería los intereses de Islam y musulmanes no solo en Nigeria, sino en toda África. A diferencia del Boko Haram, el cual está establecido en Borno en el noreste del país, Ansaru opera alrededor de Kano en el centro norte de Nigeria, corazón de los pueblos Hausa-Fulani.
El lema de la organización es “Yihad Fi Sabilillah”, que significa "luchando por la causa de Alá".
Según los informes, el grupo coordina sus operaciones con el norte de Mali, donde está establecido al-Qaeda del Magreb islámico y el Movimiento para la Unicidad y la Yihad en África Occidental. Ansaru fue designado como organización terrorista proscrita por Nueva Zelanda y el Ministerio del Interior del Reino Unido.
Se ha reportado que muchos de los comandantes de Ansaru, volvieron al Boko Haram en 2013.

## Ataques en Occidente
Los ataque que Ansaru ha reivindicado para incluir una fuga de prisión en la sede escuadrón especial antirrobos en Abuya en noviembre del 2012, un enero del 2013 atacaron un convoy de tropas nigerianas en su camino para participar en el conflicto contra grupos yihadistas en el norte de Malí y un ataque con minas de propiedad francesa en Níger el 23 de mayo de 2013 en cooperación con Mokhtar Belmokhtar.
El grupo ha llevado a cabo un número de secuestros en Nigeria, incluyendo el secuestro de un británico en 2012 y un italiano de Kebbi, en diciembre del 2012 secuestraron al ingeniero francés, Francis Collomp, en Katsina y el febrero de 2013 secuestraron a siete extranjeros en un sitio de construcción en Bauchi. Collomp huyó en noviembre del 2013. Ansaru ejecutó a los rehenes tomados en mayo del 2012 y febrero del 2013 tras lo que dijo que eran intentos fallidos de rescate por los gobiernos británicos y nigerianos.